# Konstantin Sergeyev
Konstantin Mikhaylovich Sergeyev (em russo: Константин Михайлович Сергеев, (São Petersburgo, 20 de fevereiro jul. / 5 de março de 1910 greg. — São Petersburgo, 1 de abril de 1992), foi um dançarino russo, diretor artístico e coreógrafo do Teatro Kirov.

## Vida
Quando o Kirov Ballet retornou a Leningrado de Perm (para onde havia sido transferido durante a guerra), Sergeyev tornou-se o coreógrafo-chefe da companhia. Seu primeiro grande trabalho foi reencenar Cinderela de Prokofiev, que ainda é encenada nos dias atuais.
Seus professores no Instituto Coreográfico do Estado de Leningrado: Mariya Kojukhova, Vladimir Ponomaryov, Viktor Semyonov (o primeiro marido de Marina Semyonova).
Sua primeira esposa Feya Balabina foi uma primeira bailarina do balé Kirov, assim como sua segunda esposa Natalia Dudinskaya. Ele dançou com Dudinskaya na estréia de 1946 de sua produção Cinderela para o Kirov.
Galina Ulanova foi sua parceira entre 1930 e 1940. Sergeyev e Ulanova foram os primeiros a dançar Romeu e Julieta no balé homônimo de Sergei Prokofiev . Sergeyev foi nomeado Artista do Povo da URSS em 1957 e Herói do Trabalho Socialista em 1991. Ele recebeu quatro Prêmios Stalin.
Em 1930, ele se formou na Escola de Dança de Leningrado e foi admitido no Teatro de Ópera e Ballet de Leningrado, tornou-se um dos principais dançarinos solo, de 1946 - um mestre de balé, em 1951-1955 e em 1960-1970 - um chefe de balé mestre.
Ele foi o primeiro intérprete de Romeu (Romeu e Julieta, de Prokofiev), Eugene (O Cavaleiro de Cobre, de Glier), Lenny (Thunder Trail, de Karaev) e outros papéis. Ele também atuou nos principais papéis de balés de Tchaikovsky , Glazunov , Adani e outros.
Dirigiu os balés "No Caminho do Trovão" (1946), "Cinderela" de Prokofiev (1946, Prêmio do Estado da URSS, 1947), "Hamlet" de Chervinsky (1970), "Estações" de Glazunov (1974), realizou "Raymonda" de Glazunov (1946, Prêmio do Estado da URSS, 1949), novas edições dos balés O Lago dos Cisnes (1946) de Tchaikovsky.
Desde 1931, dedica-se à pedagogia. Em 1938-1940 e desde 1973, diretor artístico da Escola de Dança de Leningrado.
Em 1972 , Sergeev (com N. Dudinskaya) reeditou a apresentação do balé Lago dos Cisnes de Tchaikovsky no Teatro de Ópera e Ballet de Yerevan .
Após a fuga da dançarina Natalya Makarova durante uma turnê pelo Reino Unido, Sergeyev foi dispensado de suas funções em 1970. Em 1973 foi chamado de volta ao Ballet Kirov como diretor da escola coreográfica. Em 1988 aposentou-se.
Ele morreu em 1 de abril de 1992 , aos 83 anos, em São Petersburgo . Ele foi enterrado nas pontes literárias do cemitério Volkovsky .

## Prêmios
Durante sua carreira foi premiado com o título de Artista do Povo da União Soviética (1957), foi quatro vezes vencedor do Prêmio Stalin (1946, 1947, 1949, 1951), mais quatro da Ordem de Lenin (1970, 1980, 1988, 1991) e foi nomeado Herói do Trabalho Socialista em 1991.
- Herói do Trabalho Socialista (1991)
- Quatro Ordens de Lenin (1970, 10/03/1980  , 1988, 1991)
- Ordem da Bandeira Vermelha do Trabalho (1940)
- Ordem do Distintivo de Honra (1939)
- Medalha "Para Trabalho Valente na Grande Guerra Patriótica de 1941-1945" (1945)
- Medalha "Em memória do 250º aniversário de Leningrado" (1954)
- Artista do Povo da URSS (1957)
- Artista do Povo da RSFSR (1951)
- Artista Homenageado da RSFSR (1939)
- Prêmio Stalin de primeiro grau (1946) - por muitos anos de realizações notáveis
- Prêmio Stalin de segundo grau (1947) - para encenar a performance de balé "Cinderela" de S. S. Prokofiev (1945)
- Prêmio Stalin de segundo grau (1949) - para encenar a performance de balé "Raymonda" de A. K. Glazunov (1948)
- Prêmio Stalin de segundo grau (1951) - para o desempenho da parte de Ali-Batyr na performance de balé "Ali-Batyr" ("Shurale") de F. Z. Yarullin (1950)
- Prêmio Honorário da Academia de Dança de Paris (1965).